# 横浜みなとみらい署暴対係
『横浜みなとみらい署暴対係』（よこはまみなとみらいしょぼうたいがかり）は、今野敏作の警察小説シリーズ。係長である諸橋夏男警部と係長補佐である城島勇一警部補が中心となって率いる刑事課暴力団対策係の活躍を描く。

## 概要
暴力団を敵役とした「マル暴刑事」を主人公にした作品である。今野は過去にも暴力団を敵役とした作品として、元警視庁のマル暴刑事・佐伯涼を主人公とする『潜入捜査』シリーズを発表しているが、本作は暴力団を相手に戦う現職の刑事を主人公としている。
諸橋の人物設定は佐伯と似ており、過去に両親が暴力団絡みのトラブルで亡くなっていること、暴力団を相手には容赦ないことなどが挙げられる。

## 作品リスト
- 逆風の街 横浜みなとみらい署暴力犯係[注 2]
  - 単行本：2003年12月[1] 徳間書店 ISBN 978-4-19-861774-5
  - 文庫本：2006年6月 徳間文庫 ISBN 978-4-19-892437-9
- 禁断 横浜みなとみらい署暴対係
  - 単行本：2010年6月[2] 徳間書店 ISBN 978-4-19-862963-2
  - 文庫本：2013年5月[3] 徳間文庫 ISBN 978-4-19-893688-4
- 防波堤 横浜みなとみらい署暴対係
  - 単行本：2011年11月[4] 徳間書店 ISBN 978-4-19-863287-8
  - 文庫本：2014年10月[5] 徳間文庫 ISBN 978-4-19-893897-0
- 臥龍 横浜みなとみらい署暴対係
  - 単行本：2016年2月[6] 徳間書店 ISBN 978-4-19-864100-9
  - 文庫本：2018年7月[7] 徳間文庫 ISBN 978-4-19-894369-1
- スクエア 横浜みなとみらい署暴対係
  - 単行本：2019年2月[8] 徳間書店 ISBN 978-4-19-864771-1
  - 文庫本：2021年11月[9] 徳間文庫 ISBN 978-4-19-894691-3
- 大義 横浜みなとみらい署暴対係
  - 単行本：2021年3月[10] 徳間書店 ISBN 978-4-19-865256-2
  - 文庫本：2024年1月[11] 徳間文庫 ISBN 978-4-19-894914-3
- トランパー 横浜みなとみらい署暴対係
  - 単行本：2023年5月[12] 徳間書店 ISBN 978-4-19-865637-9

## 主な登場人物

### 横浜みなとみらい署暴力団対策係
諸橋 夏男（もろはし なつお）
神奈川県警みなとみらい署刑事課暴力団対策係・係長（警部）。年齢は45歳で独身。係長補佐の城島とは警察学校の同期である。
「ハマの用心棒」と呼ばれ、暴力団からは恐れられている人物であるが、本人はそう呼ばれることを快く思っていない。
階級は警部であるため、本来なら所轄の課長か本部の係長に就いている筈であるが、暴力団相手にやり過ぎる嫌いがあるため、特に県警の上層部からは煙たく思われており、所轄の係長に就いているのも、一種の「懲罰人事」によるものである。一方で、現場の警察官からは慕われており、部下たちは皆彼を心から慕っている。
警察官採用試験に合格後、一貫してマル暴（暴力団担当の刑事のこと）刑事志望であったが、それは小料理店を営んでいた彼の両親が暴力団絡みのトラブルで非業の死を遂げたためであり、自分のような人間を生み出さないためという強い正義感からである。それゆえに前述の通り暴力団相手には情け容赦ないため、場合によっては暴力行為も辞さないことから、県警本部の監察官である笹本とは特に折り合いが悪い。
みなとみらいの街については「人のにおいがしない」と良い印象を持っておらず、桜木町の街並みを好む。
城島 勇一（じょうじま ゆういち）
神奈川県警みなとみらい署刑事課暴力団対策係・係長補佐（警部補）。年齢は45歳。
諸橋の相棒で、諸橋とは警察学校時代の同期。体型は小柄で「ラテンのジョー」と言われる楽天家であり、部下である浜崎は伊勢佐木署時代にもコンビを組んでいた。
警部補であるため、本来は彼が係長になるはずだったが、諸橋の懲罰人事の影響を受けて係長補佐の職に留まっている。ただ、本人は全くこの人事を気にしておらず、むしろ気に入っている様子を見せている。なお、係長補佐を受け容れる条件は、「みなとみらい署暴対係に浜崎を入れること」だったという。
暴力団を相手に全く怯まない姿勢を見せるが、本人曰く「やせ我慢」。何があっても余裕の表情を浮かべることを続けたことで「貫目が付いた」という。
浜崎 吾郎（はまざき ごろう）
神奈川県警みなとみらい署刑事課暴力団対策係・部長刑事。年齢は40歳で、係のナンバースリー的存在。
強面でヤクザに近い風貌の持ち主であり、体格もがっしりとしている。城島は伊勢佐木署時代の相棒で「ジョウさん」と呼んでいる。
学生時代から柔道をしていたが、元々は気弱で試合でもめったに勝利したことがなかった。警察官になってからも気弱な性格は変わらず、城島と伊勢佐木署で組んだばかりの頃はその性格が災いし、ヤクザを相手にビビっているばかりだったが、城島から「やせ我慢を続けること」と「見た目を変えること」の2つのアドバイスを受け、ヤクザと見分けのつかない現在の風貌へと変わる。「ヤクザは今でも苦手」と語るが、もう1つのアドバイスである「やせ我慢」も功を奏し、仕事ではヤクザを恐れなくなり、後輩の日下部には「暴対係のエース」として慕われている。
倉持 忠（くらもち ただし）
神奈川県警みなとみらい署刑事課暴力団対策係・部長刑事。年齢は35歳。
浜崎と同じ巡査部長だが、マル暴刑事としては頼りないくらいに気が弱く、見た目も役所の職員と言った風貌だが、実は剣道と逮捕術に関しては一流で、特に逮捕術は署内一の実力を持ち、県内の警察署対抗の逮捕術大会で優勝した経験を持つ。この時の優勝が諸橋たちの目に留まり、暴対係に所属する。
幼い頃から気が弱かったが、高校時代に大東流合気柔術と出会ったことをきっかけに道場に通い続けて体力や筋力をつけ、「心技体はどれか一つを伸ばせば、他の二つもレベルが上がる」と考えている。
八雲 立夫（やくも たつお）
神奈川県警みなとみらい署刑事課暴力団対策係・部長刑事。年齢は35歳。
倉持の相棒で、コンピューター関係に詳しい。出世には興味がない。
『大義』所収の『内通』では、笹本に諸橋の動向について詳しく教えるよう頼まれ、頼みを聞いてくれればサイバー犯罪対策課へ引っ張ることを検討すると告げられる。しかし、「係長を裏切りたくない」という理由から、最終的にこの話を断る。
日下部 亮（くさかべ りょう）
神奈川県警みなとみらい署刑事課暴力団対策係・部長刑事。年齢は29歳。
浜崎とコンビを組むマル暴刑事で、係では一番の若手。喧嘩っ早く、浜崎は時に彼の扱いに手を焼くこともある。

### 神風会
読み方は「しんぷうかい」。常盤町に事務所を構えている。ヤクザではあるが「指定団体」ではない。ちなみに、今野の別シリーズである『任侠』シリーズは、この神風会を発展させたものである。
神野 義治（じんの よしはる）
神風会組長で既婚。見た目は好々爺だが、れっきとした昔気質のヤクザであり、他の暴力団からも一目置かれている。素人には決して手を出さないため、町の人々にも慕われており、諸橋たちも時折情報源として接触する。
岩倉 真吾（いわくら しんご）
神風会代貸。神風会でただ一人の組員。神野の教えを徹底的に守る人物で義理堅い一面を持つ。『防波堤』所収の『鉄砲玉』では、神野が襲撃された事件の犯人と決着を付けようとするが、諸橋に説得されて思い止まるなど、諸橋を相手に対立しないよう振舞う。

### 神奈川県警察本部
笹本 康平（ささもと こうへい)
神奈川県警察本部警務部監察官（警視）で、年齢は30代前半のキャリア警察官。
「綱紀粛正」のために自ら志願して監察官になった人物で、「警察の信頼を確立すること」を矜持としている。
諸橋のやり方を認めず、目の敵にしているような素振りを見せるが、実際は彼の実績を評価している。諸橋のやり方に厳しい指摘をするのも、実際は諸橋を理解した上で「改めるべきところは改めて欲しい」という考えからであり、諸橋を煙たく思っている県警本部の幹部から彼を守ろうという思いもある。
八雲には「笹本監察官は、諸橋係長を守ろうとしているのではないかと言う人もいます。それが本当なら、係長もあなたも、妙な意地を張っているとしか思えません」と指摘されている。
佐藤 実（さとう みのる）
本部長（警視監）。年齢は51歳でキャリア。
本シリーズでの初登場は『大義』。砕けた口調で話しかける人物で、『スクエア』では諸橋と城島を呼び出し、「マル暴刑事としてのあんたのやり方を支持する。やりたいようにやってくれ」と後ろ盾になることを宣言する。諸橋からは「警官の顔」をしていると評されている。
本作以外では『隠蔽捜査』シリーズの第8作『清明』に登場。また、同じく神奈川県を舞台にした警察小説『ボーダーライト』にも登場する。
モデルとなったのは、第96代警視総監で神奈川県警察本部長職も歴任した斉藤実。
板橋 武（いたばし たけし）
刑事部捜査一課課長で『スクエア』に登場。地方採用のノンキャリアで、キャリアを嫌っている節があり、笹本や永田に対してはやや辛辣な態度を取る。諸橋たちのこともあまりよく思っていなかったが、捜査を通して彼らを認めるようになり、事件解決後は労いの言葉をかける。
初登場は『隠蔽捜査』シリーズの第5作『宰領』で、同シリーズでは以後『清明』『探花』に登場する。
永田 優子（ながた ゆうこ）
刑事部捜査二課課長。年齢は30代半ばのキャリア警察官（警視）。『スクエア』に登場。
笹本曰く「熱血型で裏表のない人」。一課と捜査方針を巡って対立した際には啖呵を切って諸橋たちと捜査本部を退出し、諸橋たちの捜査を全面的に支える。また、笹本によれば「啖呵を切るからには、それなりの結果を出す」とも語られている。
物事全体を広く俯瞰的に見渡す視点を持ち、板橋一課長からは「食えない人」と評されている。『隠蔽捜査』シリーズの第8作『清明』にも登場する。
山里 浩太郎（やまさと こうたろう）
刑事部捜査一課・強行犯捜査管理官。『スクエア』に登場。
同作では、諸橋や城島の防波堤的な役割を果たす。事件解決後、諸橋たちに新任の刑事部長が挨拶に来ることを伝える。
小出 英一（こいで えいいち）
刑事部捜査一課・殺人犯捜査第三係係長。『スクエア』に登場。

## 他作品への出演

### ボーダーライト
今野の別作品である『ボーダーライト』には、諸橋と城島の2人に加えて倉持も登場している。主人公は、神奈川県警察本部の生活安全部少年捜査課に所属する巡査部長の高尾勇（たかお いさむ）と、部下で巡査の丸木正太（まるき しょうた）。県内で多発する少年犯罪を捜査する過程で、高尾と丸木が諸橋たちと出会っている。また、佐藤本部長も登場している。